# Estación San Hilario
San Hilario es una estación de ferrocarril ubicada en la localidad homónima, provincia de Formosa, Argentina.
La estación fue abierta al tránsito de trenes en 1910 por el Ferrocarril Central Norte Argentino.

## Servicios
No presta servicios de pasajeros ni de cargas desde 1993. Sus vías e instalaciones pertenecen al Ferrocarril General Belgrano, y se encuentran a cargo de la empresa estatal Trenes Argentinos Cargas.